# ماريو فيجا
ماريو فيجا (بالإسبانية: Mario Daniel Vega)‏ (3 يونيو 1984 في الأرجنتين - ) هو لاعب كرة قدم أرجنتيني في مركز حراسة المرمى. لعب مع أنورثوسيس فاماغوستا وريفر بليت ونويفا شيكاجو وMiami FC ‏.